# Sport Vitarte
El Centro Sport Vitarte es un club deportivo del distrito de Ate-Vitarte, departamento de Lima, Perú. Fue fundado en 1904 y jugó en la Primera División del Perú en sus primeros torneos en la década de 1910.

## Historia
Fue fundado el 14 de junio de 1904 gracias a la iniciativa de los ex obreros de la empresa Fábrica de Tejidos Vitarte (creada en 1872). Sport Vitarte fue un club pionero y fundador de la Liga Peruana de Fútbol donde participó en 1912 en la Primera División del Perú. Fue el primer club en recibir una goleada tras perder ante Lima Cricket and Football Club por 6-1 en el segundo partido de la primera fecha que se disputó el 5 de mayo de 1912. A final de temporada descendió a la Segunda División del Perú para 1913.
Sport Vitarte clasifica entre los primeros de la Segunda División del Perú de 1917 y retorna a la Primera División para los periodos 1918 y 1919. En 1920 se reduce la cantidad de equipos de la 1.ª División y el club retorna a la 2.ª División de 1920.
En 1973 obtiene el primer lugar en la Liga de Vitarte y el derecho a disputar el octogonal final por un lugar en primera ante el Santiago Barranco, Deportivo Fabisa de Puente Piedra, Mariscal Sucre de La Victoria, Ciclista Lima, Deportivo Citsa de Lima, Deportivo Helvético de San Isidro y Atlético Barrio Frigorífico del Callao, equipo que a la postre ganaría el octogonal y consiguiendo el ascenso a la primera promocional.
En la actualidad funciona como club social y su equipo de fútbol participa en la Copa Perú en la Tercera División Distrital de Ate - Vitarte.

## Jugadores
- Oswaldo Flores
- Jeferson Meza (tanke)
- Jean Pierre  Andre Alegre Salas ("9")

## Evolución Indumentaria

### Equipo Principal
| Titular 1 | Titular 2 | Titular 3 | Titular 4 | Titular 5 | Titular 6 | Titular 7 | Titular 8 | Titular 9 |  |

### Equipo Master
| Titular 1 | Titular 2 | Titular 3 | Titular 4 |  |

## Nota
- No confundir con el club Sporting Vitarte que también participa en la tercera división de ATE. A pesar del nombre parecido, tanto la indumentaria y la insignia de este equipo, es totalmente diferente al cuadro histórico.